# Botoroaga
Botoroaga é uma comuna romena localizada no distrito de Teleorman, na região de Muntênia. A comuna possui uma área de 101.61 km² e sua população era de 6067 habitantes segundo o censo de 2007.